# Baseball Canada
Baseball Canada est l'organisme directeur du baseball au niveau national au Canada.
Originellement appelé Fédération canadienne de baseball amateur, il est créé en 1964. Il est membre de la Fédération internationale de baseball et de l'Association olympique canadienne. Il est reconnu par le ministère du Patrimoine canadien.
Baseball Canada est composé de 10 associations provinciales représentant les joueurs, entraîneurs, équipes et arbitres canadiens. Ces 10 associations sont : Baseball Alberta, Baseball B.C., Baseball Î.-P.-É., Baseball Manitoba, Baseball Nouveau-Brunswick, Baseball Nouvelle-Écosse, Baseball Ontario, Baseball Québec, Baseball Terre-Neuve et Saskatchewan Baseball.